# 迪亞高·米列圖
迪亞高·艾拔圖·米列圖（西班牙語：Diego Alberto Milito，1979年6月12日—），出生於布宜諾斯艾利斯伯纳尔，是一位阿根廷職業足球運動員，司職前鋒。米列圖以敏銳的觸覺和精湛的射术而聞名。他是加比爾.米列圖的哥哥。

## 球會生涯

### 阿根廷竞技队（1999-2003）
迪亞高在1999年於阿根廷足球甲级联赛的競賽會展開其足球生涯，贏得2001年春季聯賽（Apertura）冠軍。同一時期，他的弟弟加比爾·米列圖效力於独立队。

### 热那亚（2004-2005）
2004年年初他轉會意乙球會熱拿亞。迪亞高在球會度过兩個成功的球季，在意大利上陣59場射入33球，但熱拿亞在2004/05球季卻因造假而被逼降至丙組作賽。正因如此，迪亞高·米列圖被逼離隊，加盟弟弟加比爾效力的皇家薩拉戈薩。

### 萨拉戈萨（2005-2008）
迪亞高在西班牙展示出其潛質，在2006年西班牙盃半決賽6:1大勝皇家馬德里中射入4球。他在個人首個西甲球季射入16球，成為球隊首席射手。
2007年迪亞高成為薩拉戈薩的隊長，當時原是隊長的弟弟加比爾轉會巴塞罗那，他接手這個職位
。米列圖是西甲2006/07球季神射手之一。他射入23球，僅以兩球落後於神射手雲尼斯達萊，及與歐洲金靴獎得主托迪有3球之差。他的入球助薩拉戈薩以第六名完成球季。直至2008年1月，迪亞高平均每兩場比赛就能射入多於一球，這個數據他轉會熱拿亞之后亦继续保持。

### 热那亚（2008-2009）
2008年9月1日，只在轉會市場關窗前數分鐘，因薩拉戈薩降班乙組，迪亞高·米列圖正式從該西班牙球會加盟熱拿亞。他的經理人費蘭度·希達高（Fernando Hidalgo）证实米列圖下定決心選擇回巢熱拿亞，儘管多支歐洲大球會提出更具吸引力的叫價。他在9月14日首次上陣，對手是AC米蘭，米列圖助攻首個入球，第二個入球更是由他取得，球隊憑這兩個球以2:0取勝。於11月9日，米列圖在對里賈納中首次大演帽子戲法，助球隊4:0大勝對手。

### 国际米兰（2009-2014）
2009年夏天，迭戈·米利托同蒂亚戈·莫塔一道加盟國際米蘭，立刻成為了藍黑軍的鋒線主力，在第一個賽季就成為了隊內的聯賽射手王，意甲“银靴”。在09-10赛季，在意甲联赛对AC米兰，尤文图斯，罗马等3大豪门都有进球入账；意甲最后一轮对阵锡耶纳的比赛中攻入全场唯一进球令国米卫冕意甲冠军；意大利杯决赛中攻入全场唯一进球令国米战胜罗马捧杯；欧冠淘汰赛对，莫斯科中央陆军，巴塞罗那皆有进球斩获。
2010年5月22日的欧冠决赛对阵拜仁慕尼黑的比赛中更是独中两元，为国米本赛季达成三冠王的伟业立下了汗马功劳。國米的球迷們因此將其暱稱為王子米利托。
2010-11赛季米利托开始遭遇伤病困扰，错过了许多场比赛，整个赛季在各项赛事中只攻入8球。不过在个别关键场次中米利托仍有斩获，2010年世俱杯半决赛国际米兰对阵城南一和的比赛中，米利托攻入一球，协助球队闯入决赛并最终夺冠。2011年的意大利杯决赛，米利托替补出场后亦有破门得分，帮助球队3:1击败巴勒莫并最终捧杯。
到了2011-12赛季，米利托的状态较之上个赛季更差，在出场的比赛中表现均十分糟糕，射门准星全无。2011年12月，米利托当选了年度意甲联赛的“金垃圾奖”。加之国际米兰队内年轻球员的优异表现，俱乐部本已打算在1月冬季转会窗口将米利托出售，不过在冬歇期之后米利托状态迅速复苏，因此得以留队。2012年5月6日联赛第37轮国际米兰主场4:2战胜AC米兰的比赛中，米利托上演帽子戏法，成为了自1960年AC米兰的若泽·阿尔塔菲尼之后第二位在上演帽子戏法的球员。

## 國際賽生涯
迪亞高·米列圖於2002年首次代表國家隊作賽便梅開二度，對手為烏拉圭，但在往後數年他只取得有限的上陣機會，更在2006年世界盃被教練從球員名單中剔除。他在2006年9月重返國家隊友賽巴西，並以插水式頭槌入球，其後亦代表阿根廷出戰2007年美洲國家盃。米利托入选了阿根廷征战2010年世界杯的23人大名单，不过赛事期间只有一次替补出场的表现。

## 其他
米利托被公认为是当今世界足坛最被低估的球员之一。尽管米利托一直是一个高产和高效的前锋，但由于米利托平日作风低调，加之其此前一直效力于中下游球队，因此直到米利托在国际米兰取得一系列成就后，一些足坛权威人士才开始注意到米利托的表现。2010年8月26日，米利托被评为年度欧足联最有价值球员。
他被球迷称为 "El Príncipe" （西班牙语“王子”），因为他和前乌拉圭著名足球运动员恩佐的外形较为相似，而“王子”正是其绰号。

## 职业生涯统计
| 球队         | 赛季         | 联赛 | 联赛 | 杯赛 | 杯赛 | 洲际 | 洲际 | 合计 | 合计 |
| 球队         | 赛季         | 场次 | 入球 | 场次 | 入球 | 场次 | 入球 | 场次 | 入球 |
| ------------ | ------------ | ---- | ---- | ---- | ---- | ---- | ---- | ---- | ---- |
| 阿根廷竞技队 | 1999–00      | 11   | 1    | 0    | 0    | 0    | 0    | 11   | 1    |
| 阿根廷竞技队 | 2000–01      | 35   | 2    | 0    | 0    | 0    | 0    | 35   | 2    |
| 阿根廷竞技队 | 2001–02      | 38   | 9    | 0    | 0    | 0    | 0    | 38   | 9    |
| 阿根廷竞技队 | 2002–03      | 35   | 14   | 0    | 0    | 11   | 3    | 46   | 17   |
| 阿根廷竞技队 | 2003–04      | 18   | 8    | 0    | 0    | 0    | 0    | 18   | 8    |
| 阿根廷竞技队 | 合计         | 137  | 34   | 0    | 0    | 11   | 3    | 148  | 37   |
| 热那亚       | 2003–04      | 20   | 12   | 2    | 0    | —    | —    | 22   | 12   |
| 热那亚       | 2004–05      | 39   | 21   | 3    | 1    | —    | —    | 42   | 22   |
| 热那亚       | 合计         | 59   | 33   | 5    | 1    | —    | —    | 64   | 34   |
| 皇家萨拉戈萨 | 2005–06      | 36   | 15   | 8    | 6    | —    | —    | 44   | 21   |
| 皇家萨拉戈萨 | 2006–07      | 37   | 23   | 3    | 0    | —    | —    | 40   | 23   |
| 皇家萨拉戈萨 | 2007–08      | 35   | 15   | 4    | 2    | 2    | 0    | 41   | 17   |
| 皇家萨拉戈萨 | 合计         | 108  | 53   | 15   | 8    | 2    | 0    | 125  | 61   |
| 热那亚       | 2008–09      | 31   | 24   | 3    | 2    | —    | —    | 34   | 26   |
| 热那亚       | 合计         | 31   | 24   | 3    | 2    | —    | —    | 34   | 26   |
| 国际米兰     | 2009–10      | 35   | 22   | 5    | 2    | 11   | 6    | 51   | 30   |
| 国际米兰     | 2010–11      | 23   | 5    | 3    | 1    | 6    | 2    | 32   | 8    |
| 国际米兰     | 2011–12      | 33   | 24   | 1    | 0    | 7    | 2    | 41   | 26   |
| 国际米兰     | 2012–13      | 3    | 2    | 0    | 0    | 0    | 0    | 3    | 2    |
|              | 合计         | 94   | 53   | 9    | 3    | 24   | 9    | 132  | 65   |
| 职业生涯合计 | 职业生涯合计 | 429  | 197  | 32   | 14   | 37   | 13   | 496  | 223  |

数据截止日期到2012年9月15日

## 荣誉

### 俱乐部
阿根廷竞技队
- 阿根廷足球春季联赛冠军：2001年

国际米兰
- 意大利足球甲级联赛冠军：2010年
- 意大利杯冠军：2010年、2011年
- 欧洲冠军联赛冠军：2010年
- 意大利超级杯冠军：2010年
- 世俱杯冠军：2010年

### 个人
- 欧足联最佳前锋：2010年
- 欧足联最有价值球员：2010年
- 意甲足球先生：2010年
- 意甲最佳外籍球员：2010年

## 外部連結
- Soccerway資料庫：迪亞高·米列圖